# Новий Двур (Більський повіт)
Новий Двур (пол. Nowy Dwór) — село в Польщі, у гміні Піщаць Більського повіту Люблінського воєводства.
Населення — 89 осіб (2011).
У 1975-1998 роках село належало до Білопідляського воєводства.

## Демографія
Демографічна структура станом на 31 березня 2011 року:
|          | Загалом | Допрацездатний вік | Працездатний вік | Постпрацездатний вік |
| -------- | ------- | ------------------ | ---------------- | -------------------- |
| Чоловіки | 48      | 8                  | 29               | 11                   |
| Жінки    | 41      | 6                  | 24               | 11                   |
| Разом    | 89      | 14                 | 53               | 22                   |